# Qəmərvan
Qəmərvan ist ein Dorf im Rayon Qəbələ in Aserbaidschan.

## Lage
Qəmərvan liegt am linken Ufer des Bumçay am Hang des Kaukasus.

## Geschichte
Das Dorf wurde Mitte des 19. Jahrhunderts von Lesgiern aus Dagestan gegründet. Der ursprüngliche Name des Dorfes war Qəmərovanxür, benannt nach Alexander Wissarionowitsch Komarow, später wurde es in Qəmərvan geändert.
2009 lebten dort 1944 Menschen.